# Goldfinger Ernő
Goldfinger Ernő (Budapest, 1902. szeptember 11. – London, 1987. november 15.) magyar származású, brutalista stílusban alkotó angliai építész.

## Életpályája
Gyermekkorának egy részét Erdélyben, Szászrégenben töltötte. Iskoláit Budapesten, majd Ausztriában és Svájcban végezte. Egyetemi tanulmányokat Párizsban folytatott, ahová 1920-ban költözött. Itt Jaussely építész műtermében dolgozott, majd 1923-ban beiratkozott az École des Beaux Arts-ba, ezzel párhuzamosan Auguste Perret műhelyében is tanult.  1924-ben Szivessy Andrással nyitott közös irodát Párizsban. Kezdetben lakberendezési tárgyakat tervezett. Bejárta Görögországot és Törökországot, Palesztinát, Egyiptomot és a legfontosabb európai országokat.
A párizsi Sorbonne-on két évig városépítészeti tanulmányokat folytatott. 1933-ban francia delegátusként vett részt a Congress Internationaux ďArchitecture Moderne (CIAM) athéni kongresszusán. 1934-től Angliában élt. 1939-ben az Association of Architects, Surveyors and Technical Assistants t. tagjává választotta. 1940-1945 között az építészet elméleti kérdéseivel is foglalkozott. 1946-ban Pierre Vagóval kezdeményezte az Union Internationale des Architectes (UIA), a legnagyobb nemzetközi építész szervezet létrehozását, melynek első szervezőtitkára lett. Az 1950-es években bontakozott ki sokoldalú építészeti tevékenysége, ez után alkotta legnagyobb szabású épületeit, a mesterien megformált családi házaktól a legösszetettebb középületekig. 1971 októberében a Királyi Művészeti Akadémia a rendes tagjai közé választotta őt.

## Fontosabb tervei
Háromlakásos ikerház (Willow Road, Hampstead, 1937-39), alsófokú iskola (Westville Road, London, 1950-53), alsófokú iskola (Brandlehow Road, London, 1950-53), Alexander Fleming-ház, az Egészségügyi Minisztérium épülete (London, 1962-67), Odeon Filmszínház (London, 1962-67), Haggerston leányközépiskola (London, 1962-67), Lakóházegyüttes (Rowlett Street, London, 1962-68, 1968-72), Perry Ház (Windsor mellett, 1969-70).

## Goldfinger mint "James Bond karakter"
Ian Fleming a James Bond karakter kitalálója és megörökítője Goldfinger Ernőről mintázta James Bond legendás ősellenségének, Auric Goldfingernek karakterét. Az egyik elmélet szerint egy Fleminget felháborító építési beruházás szolgáltatta az alapot arra, hogy Goldfingerről mintázza a főgonoszt, egy másik feltevés szerint az író hallott az építész ismerten nehéz természetéről, és ez szolgáltatott alapot a karakter megformálásához. Az ügyből per is lett a felek között.

### Képek

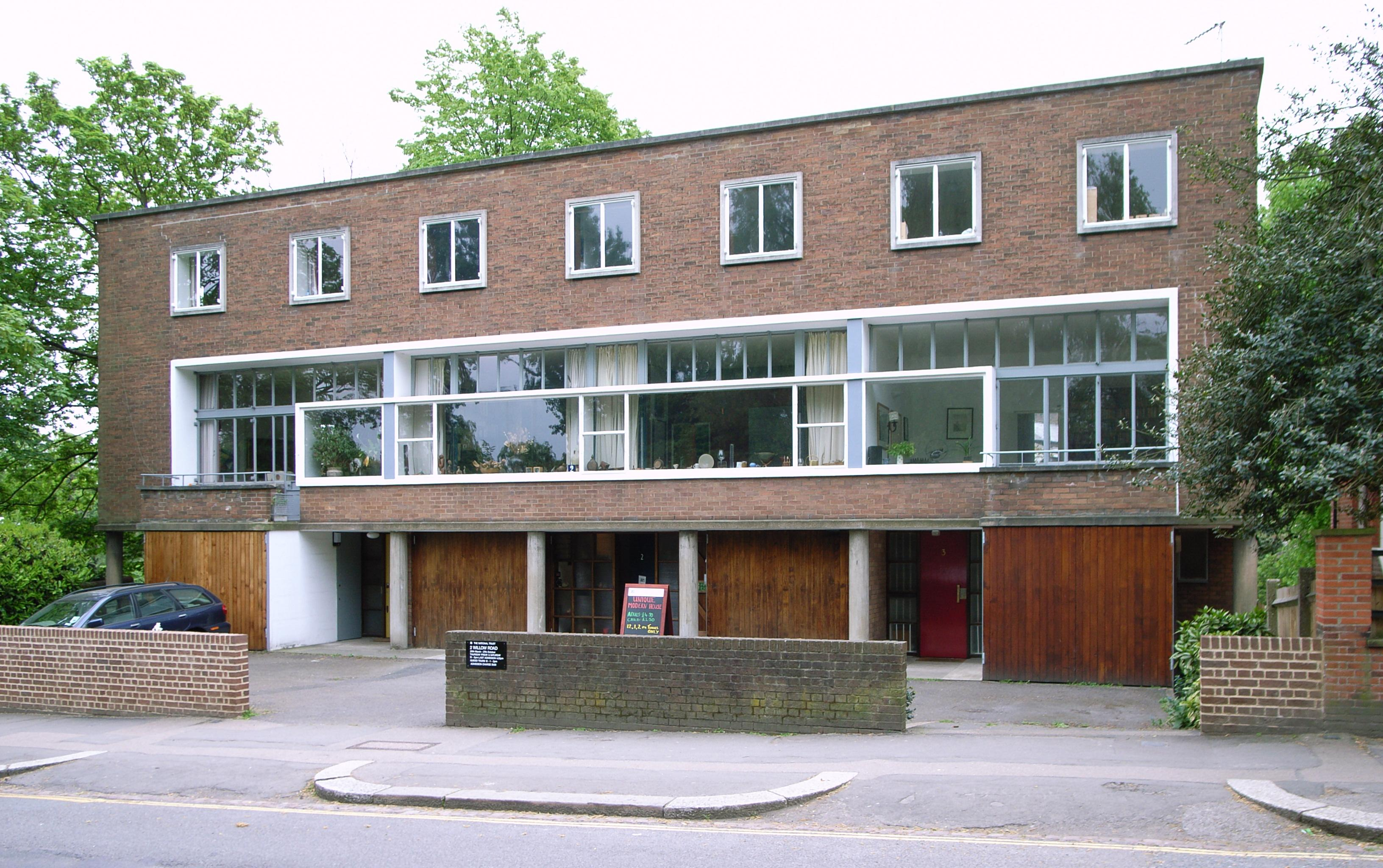
Háromlakásos ikerház (Willow Road, Hampstead, 1937-39)
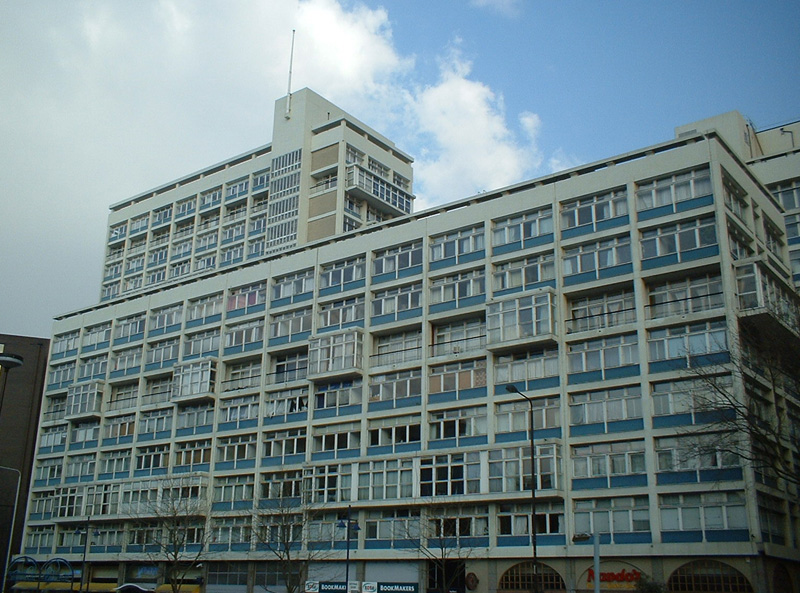
Alexander Fleming-ház
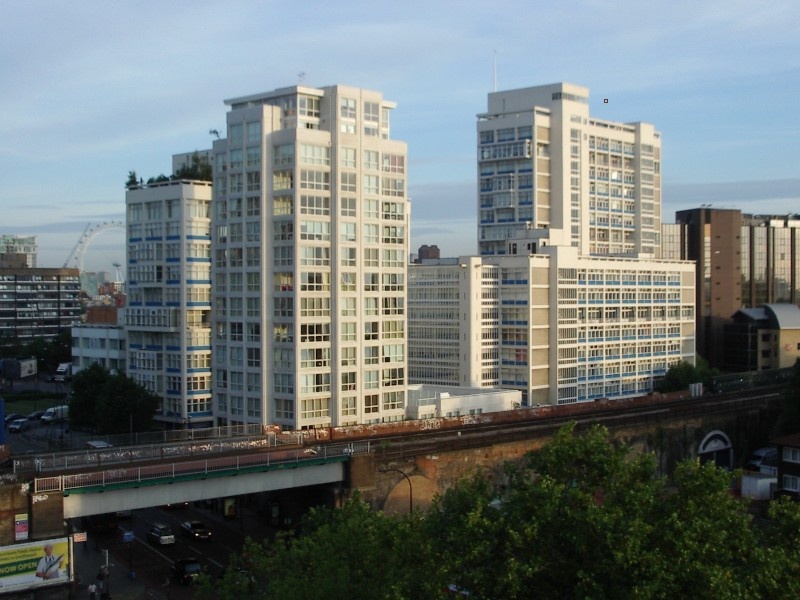
Alexander Fleming-ház
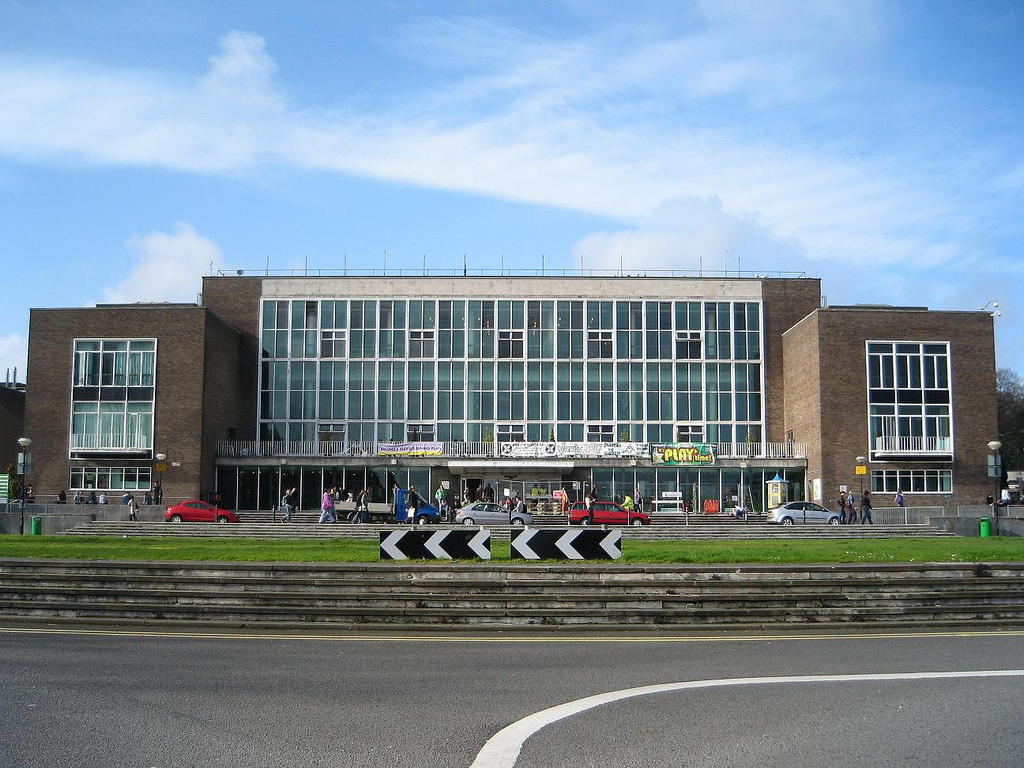
Fulton House
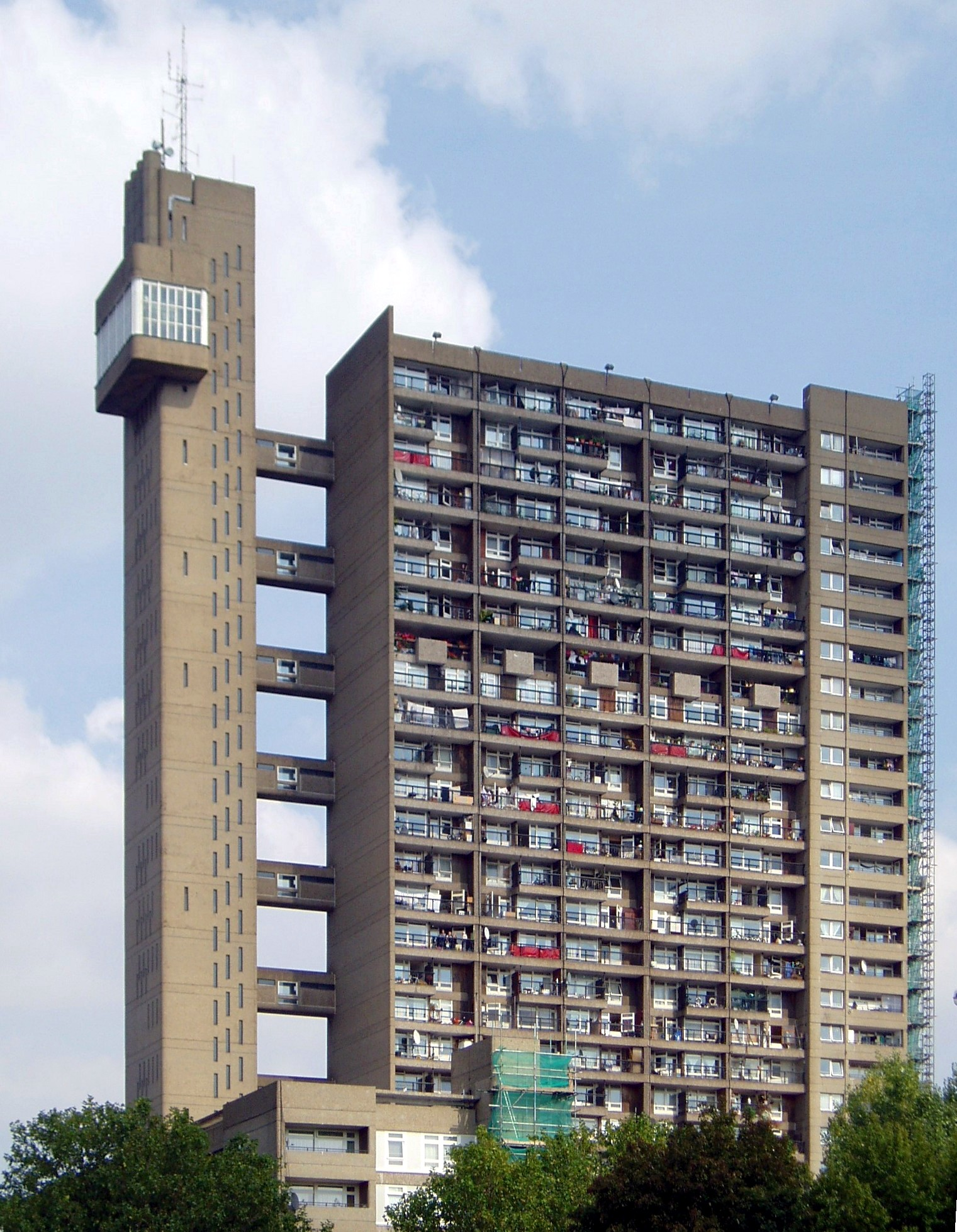
Trellick Tower
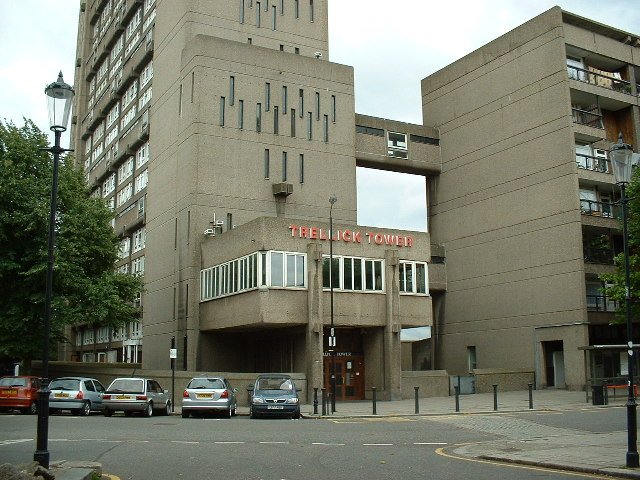
Trellick Tower
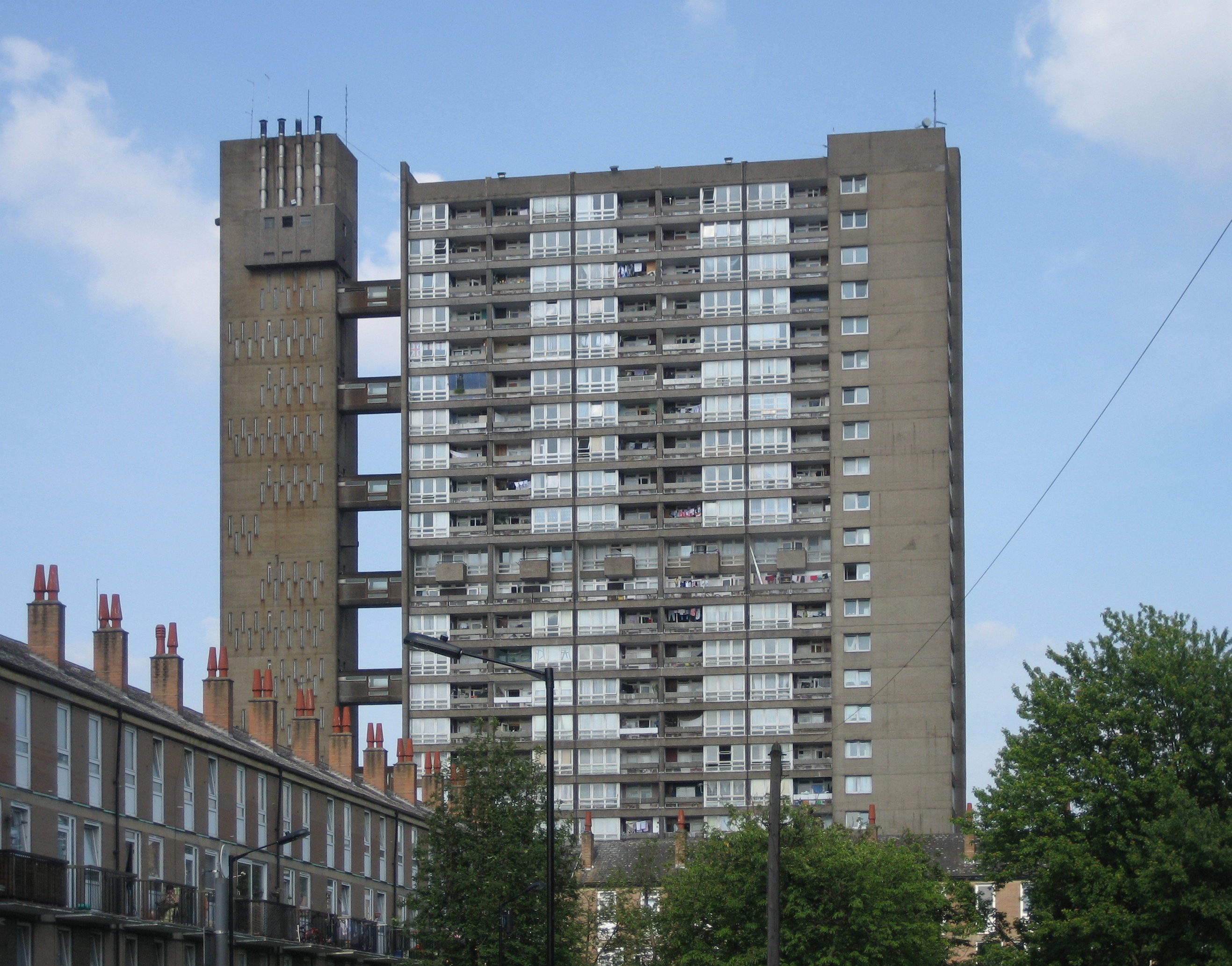
Balfron Tower
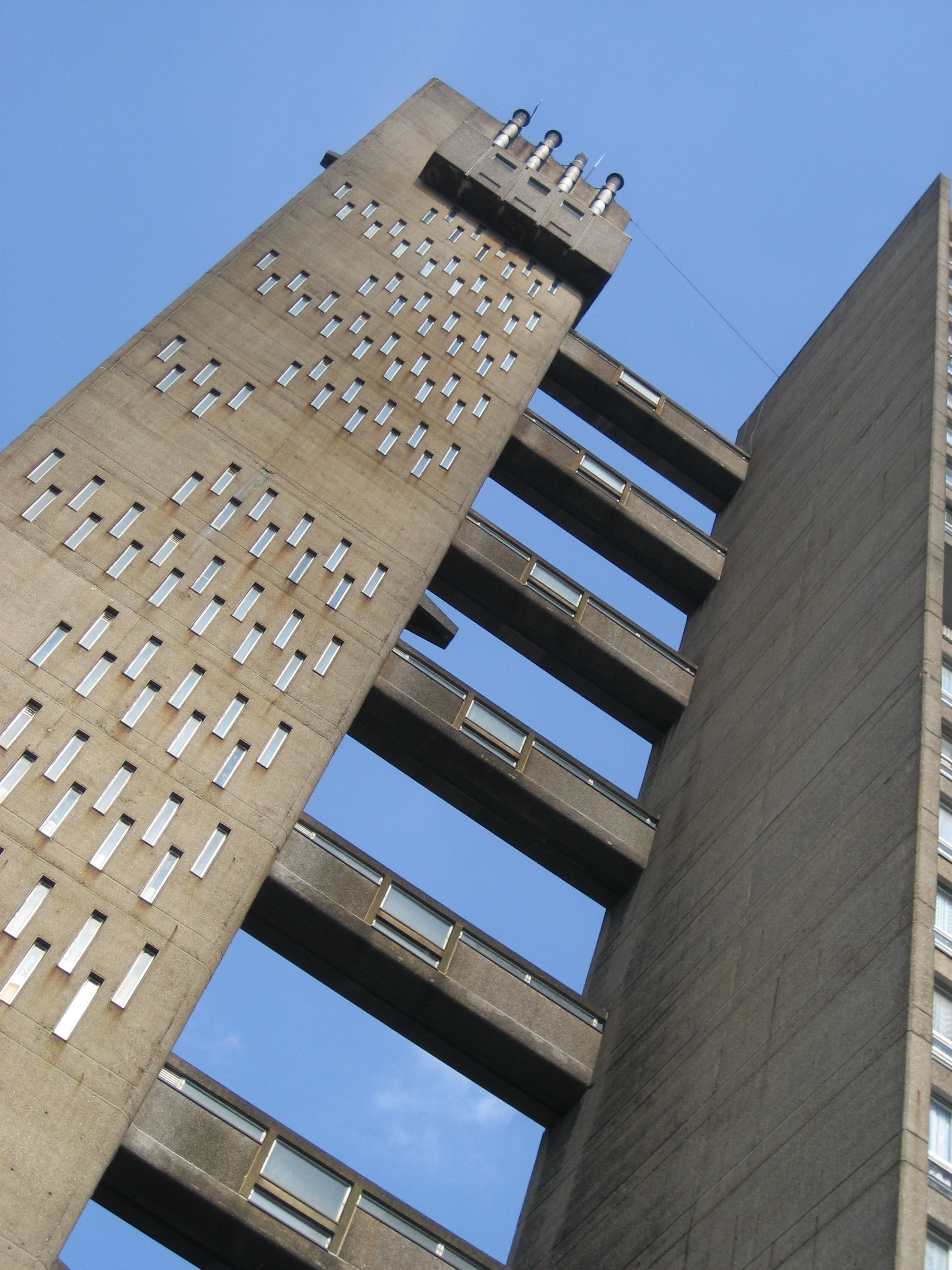
Balfron Tower
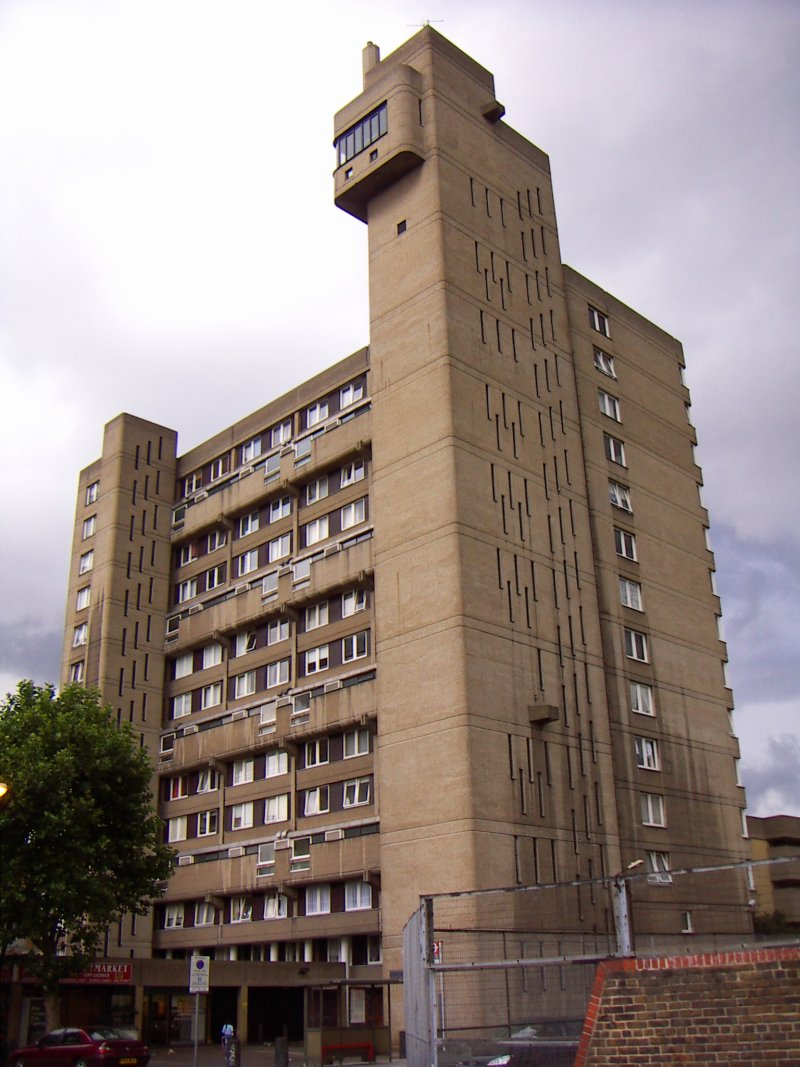
Glenkerry House
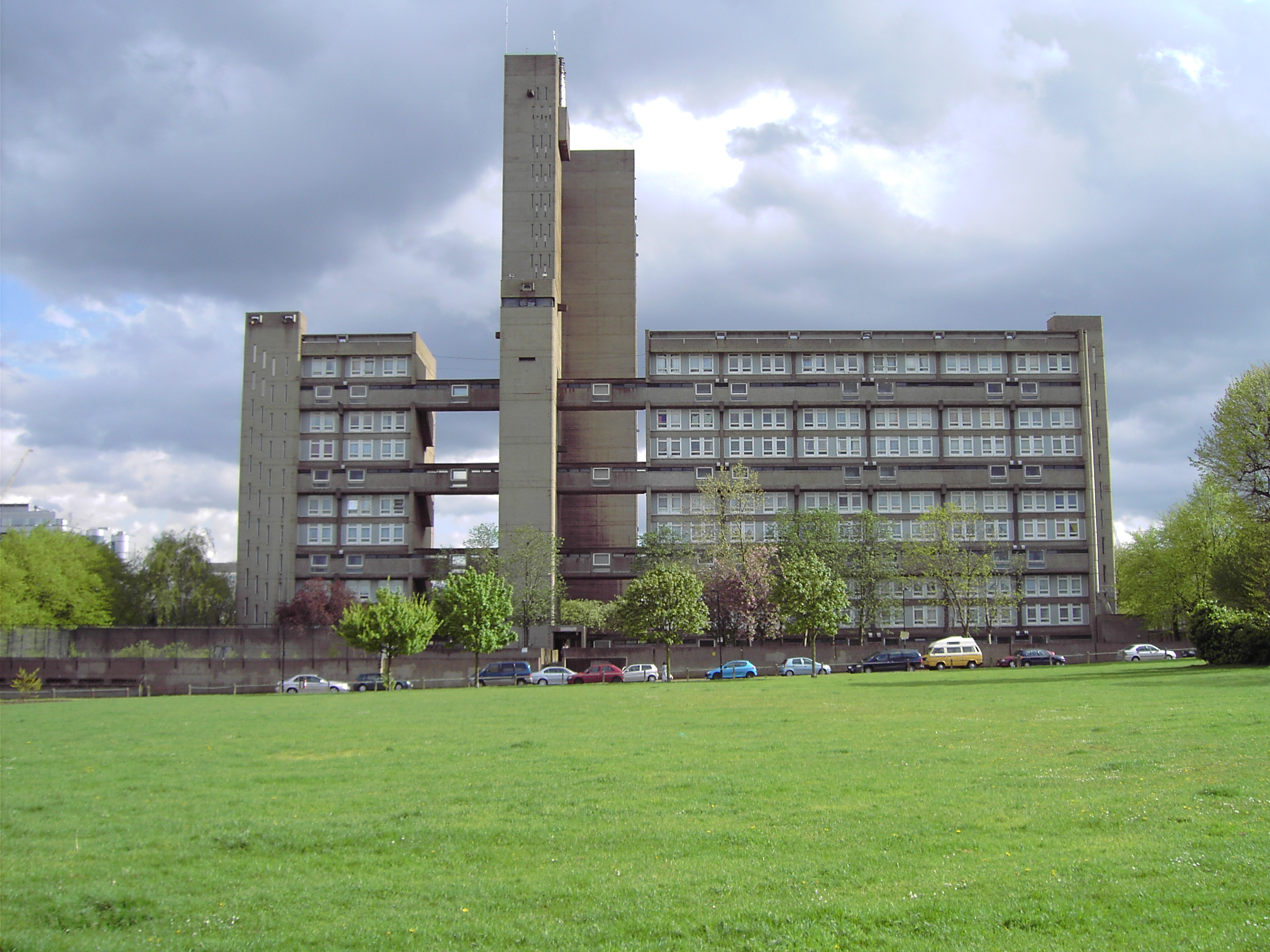
Carradale House
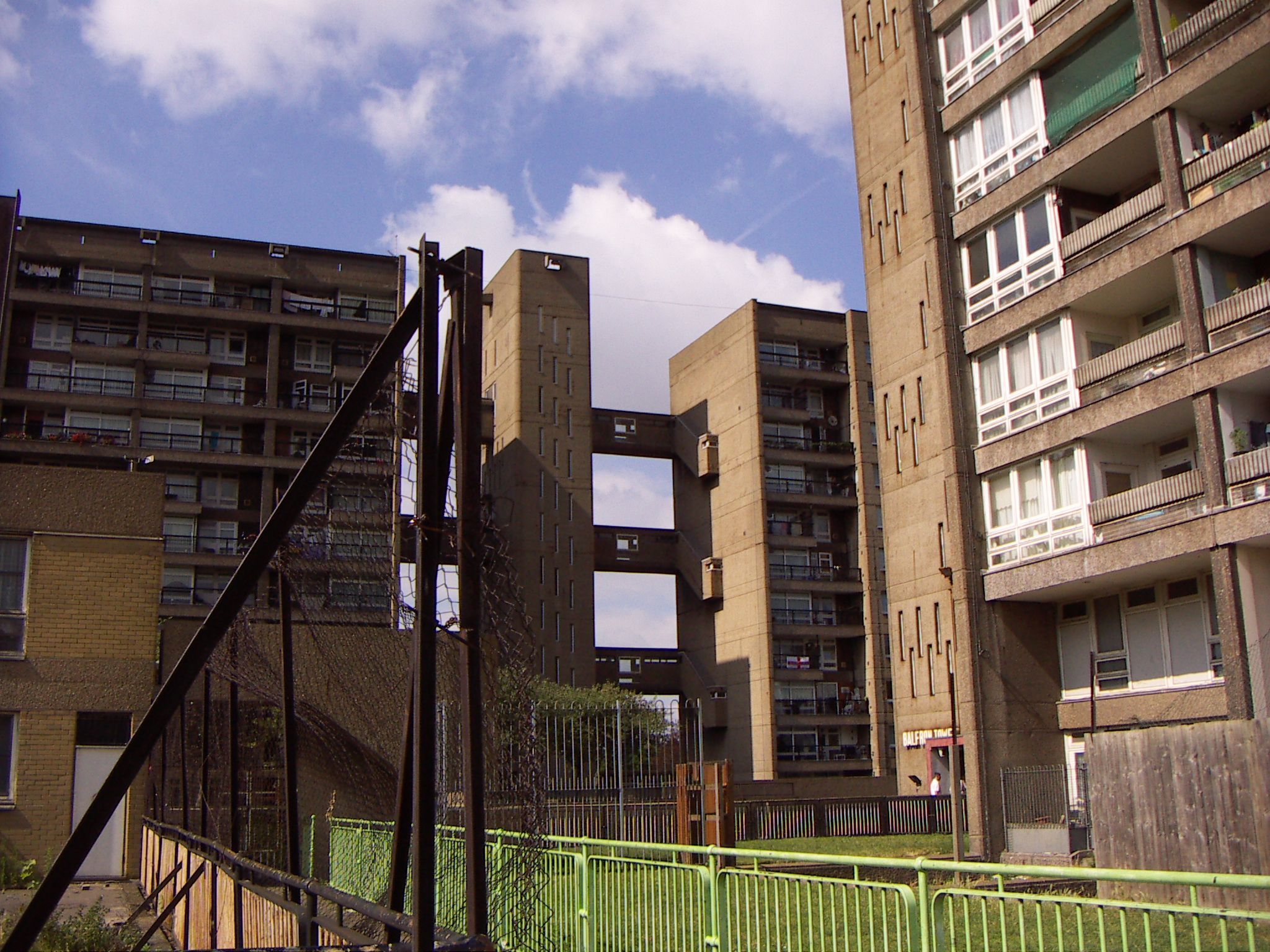
Carradale House